# 毒性
毒性（どくせい、英: toxicity）とは、単一の化学物質または複数の物質の特定の混合物が生物に損傷を与えうる程度を表すものである。毒性は、動物、細菌、植物といった生物全体に対する影響のほか、細胞（細胞毒性）や肝臓（肝毒性）などの器官すなわち生物の部分構造に対する影響についても指す。日常的な用法において、この言葉は「中毒」と多少なりとも同義語になることがある。
毒物の影響は用量依存的である、というのが毒性学の中心的概念である。水でさえも過剰に摂取した場合は水中毒につながる可能性があり、一方でヘビ毒のような猛毒物質であっても毒性作用が現れない用量が存在する。この用量反応の限界という概念を考慮して、近年では新たな薬物毒性指数 (DTI) が提案されている。DTIは薬物毒性を再定義し、肝毒性薬物を同定し、機構的洞察を与え、臨床転帰を予測するもので、またスクリーニングツールとしての潜在性がある。毒性は種特異的であるため、異種間の分析において問題が生じる。毒性評価項目の概念を維持しつつ、動物実験を回避するための新しいパラダイムおよび測定基準は進化を遂げつつある。

## 種類
一般的には化学的毒性、生物学的毒性、物理的毒性、放射線毒性の4種類の毒性物質がある。
- R.M.Yassineスケールは、毒性を測定するために使用される主要尺度である。
- 化学毒性物質には、鉛、水銀、フッ化水素酸、塩素ガスなどの無機物と、メチルアルコール、大半の薬品、生物由来の毒物などの有機化合物が含まれる。ウラニウムのような一部の弱い放射性物質も化学的毒物である。一方、物質との化学的相互作用というよりも物質自体から産生される電離放射線によって有害影響（放射線中毒）が引き起こされるラジウムなどの強い放射性物質は化学的毒物に該当しない。
- 病気を引き起こす微生物や寄生虫は広い意味で有毒であるが、一般的には有毒物質というよりも病原体と呼ばれている。 病原体の生物学的毒性は「閾値量」が単一生物であるかもしれず、測定が困難な場合がある。理論的には一個体のウイルス、バクテリア、ワームが繁殖して深刻な感染を引き起こす可能性がある。 しかし、宿主内における生物固有の毒性は、宿主の損傷を受けていない免疫システムが備える対抗能力によってバランスが釣り合う。その場合、有効な毒性はこの関係の双方部分の組み合わせとなる。場合によっては、例えばコレラなどの病気は生物自体ではなく生物から分泌される非生存物質によって引き起こされる。そういった非生存の生物学的毒物が、微生物、植物、真菌により産生される場合は英語では一般にtoxin（毒素）と呼ばれ、動物により産生される場合はvenom（毒液）と呼ばれる。
- 物理的毒物とは、それらの物理的性質が理由で生物学的プロセスに損傷を与える物質のことである。 例としては、石炭粉塵、アスベスト繊維、微細に粉末された二酸化ケイ素などがあり、これらはどれも吸入すると最終的に致命的になり得る。腐食性化学物質は組織を破壊するため物理的毒性を保有しているが、その生物学的活性を直接妨害しない限りそれらは直接的な有毒ではない。体内に水分が多すぎると生体イオン濃度が劇的に低下するため、極端に大量摂取をすると、水は物理的毒物として作用することがありうる。窒息性ガスは、環境中の酸素を置換することによって作用するが化学的な有毒ガスではなく不活性ガスなので、物理的毒物と見なすことができる。
- すでに触れたように、放射線は生物に有害な影響を与える可能性がある[5]。

## 測定
毒性は、目標物（生物、器官、組織または細胞）に対するその影響によって測定することができる。 一般的に個体は同じ用量の毒性物質に対してさまざまな程度の反応を示すため、個体群における個に与えられる結果の蓋然性と関連する個体群レベルの毒性尺度がしばしば使用される。そのような尺度の1つが半数致死量 (LD50) である。 そうしたデータが存在しない場合、既知の類似する毒物との比較や類似の生物における似たような曝露との比較によって推定が行われる。その後にデータおよび評価プロセスの不確実性を説明する「安全率」が加味される。例えば、ある用量の毒物が実験用ラットで安全であればその10分の1の用量がヒトにとって安全であると仮定すると、両者の哺乳動物間の種間差異を安全率10で許容することができる。データが魚からの場合、両者の脊索動物クラス（魚類と哺乳類）間のより大きな違いを説明するためこの率を100で使用する場合もある。同様に、妊娠中や特定の罹病など毒物の影響を受けやすいと考えられる個人には、保護率を増やして使うことも可能である。このほか、効果が他の化合物と非常に類似していると思われる新たに合成されたまだ未研究の化学物質には、恐らく効果の差もより小さいことを考慮して追加保護率10を割り当てることも可能である。このアプローチが非常に近似的なことは明白である。しかし、そういった保護率はわざと非常に保守的な数値にしてあり、この手法が多種多様な用途において有用であることが判明している。
がんの原因となる物質の毒性のあらゆる側面を評価するには更なる問題がある、というのも発癌性物質に対して最小有効量があるのか不明瞭で、小さすぎてそのリスクを確認しきれていないのである。さらに、完全な効果を生み出すのに必要なものががん細胞に形質転換された単一細胞だけのこともありうる（単一ヒット説）。
純粋な化学薬品よりも化学薬品混合物の毒性を判断するほうが難しい。なぜなら、個々の成分はそれ自身の毒性を示すが、成分同士が相互作用して増強または低減の効果を生み出す可能性があるからである。一般的な混合物には、ガソリン、タバコの煙、産業廃棄物などがある。機能不全の下水処理場からの排出物など、化学物質と生物学的物質の両方を含む、複数種類の毒物がある状況はさらに複雑となる。
様々な生物学的システムに対する毒性の前臨床試験が、治験薬に固有の生物種、器官、用量への毒性効果を明らかにしている。 物質の毒性は、(a)物質への偶発的曝露の研究(b)細胞や細胞株を用いた生体外実験(c)実験動物における生体曝露、により観察することが可能である。毒性試験は主に、癌、心毒性、皮膚や眼への刺激といった特定の有害事象やその終点を調べるために使用される。毒性試験はまた無毒性量(NOAEL)の算出にも有用であり、臨床試験においても役立つ。

## 分類

有毒化学物質に関する国際的なピクトグラム

物質が規制を受けて適切に取り扱われるためには、それらが適切に分類されて表示される必要がある。分類は、承認された試験方法または計算によって決定され、政府および科学者によって設定されたカットオフの水準（例えば、無毒性量、許容濃度値、耐容一日摂取量レベル）が定められている。殺虫剤は、安定した毒性ランクおよび毒性ラベルのシステム例である。現在は試験の種類、試験数、カットオフレベルに関して多くの国が異なる規制を行っているが、化学品の分類および表示に関する世界調和システムの推進がこれらの国をまとめつつある。同分類は、物理化学的危険性（爆発物および火工物）、健康上の危険性、環境上の危険性という3分野に目を向けている。

### 健康に対する有害性
物質が全身を致死させたり、特定器官を致死させたり、重大あるいは軽度の損傷を負わせたり、癌を引き起こす可能性がある毒性の種類。これらが毒性とは何かについての世界的に認められた定義である。この定義から外れるものは何であれ、毒物の形式として分類されることはない。

#### 急性毒性
詳細は急性毒性を参照
急性毒性は経口、経皮または吸入暴露後の致死的影響に着目している。重大度は5つの区分に分類され、そこでは区分1が最も少ない量の暴露で致命的になるもので、区分5は最も多量の暴露が致命的にあるというものである。 以下の表は各区分の上限を示している。
| 暴露経路                         | 区分1 | 区分2 | 区分3 | 区分4 | 区分5  |
| -------------------------------- | ----- | ----- | ----- | ----- | ------ |
| 経口: LD50（mg/kg 体重）         | 5     | 50    | 300   | 2000  | 5000   |
| 経皮: LD50（mg/kg 体重）         | 50    | 200   | 1000  | 2000  | 5000   |
| 気体吸入: LC50（ppmV ※体積濃度） | 100   | 500   | 2500  | 20000 | 未定義 |
| 蒸気吸入: LC50 (mg/L)            | 0.5   | 2.0   | 10    | 20    | 未定義 |
| 粉塵およびミスト: LC50 (mg/L)    | 0.05  | 0.5   | 1.0   | 5.0   | 未定義 |

注記:未定義とした値は、経口または経皮での区分5の値と同程度の投与量であると推定されている。

#### その他の暴露方法と重症度

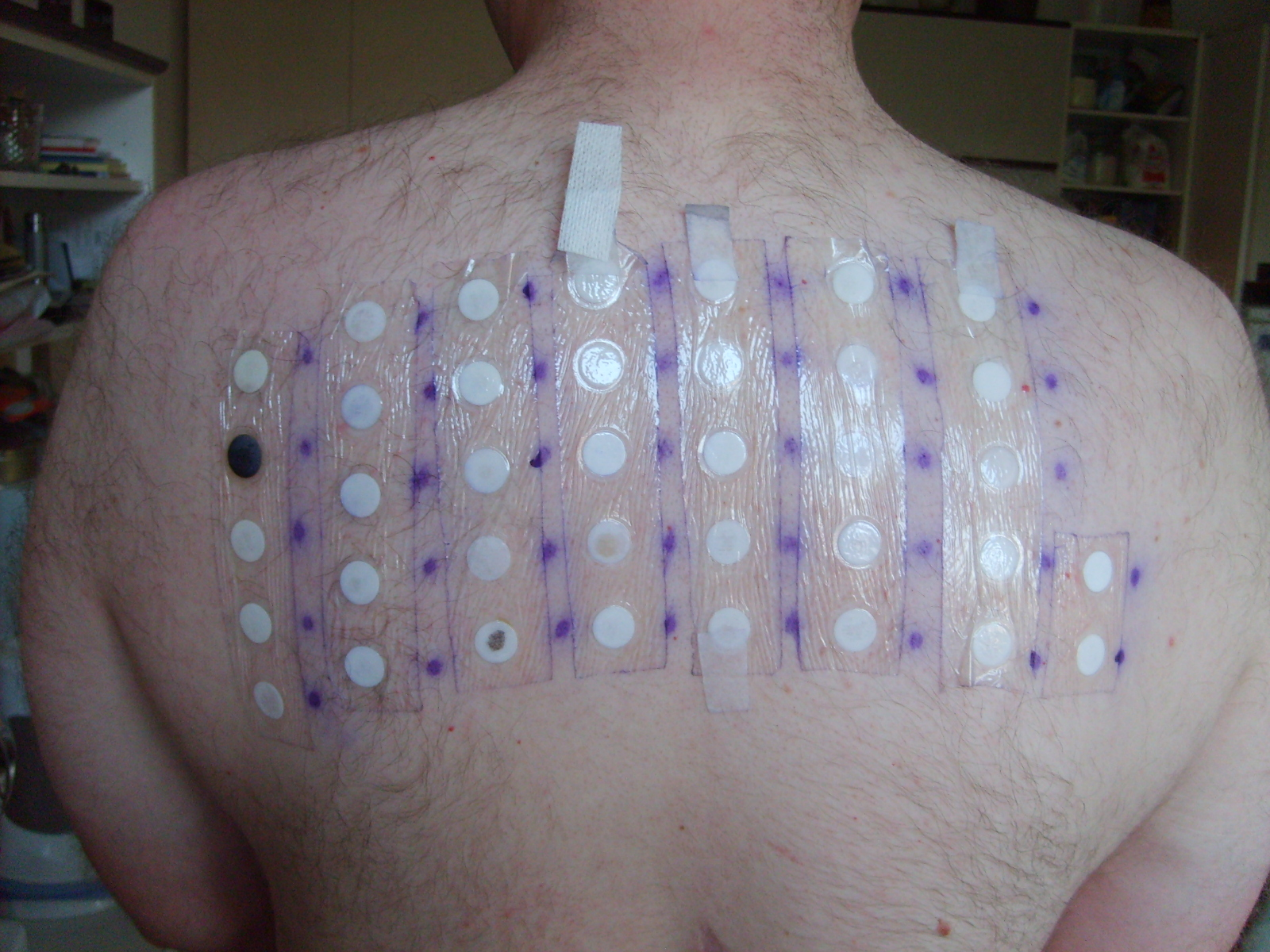
パッチテスト

皮膚への腐食性および刺激性は、皮膚のパッチテスト分析を通して決定される。これは損傷の重大度、すなわち発生した時期やどれだけの期間それが残るのか、それが可逆的か否か、そして何人の被験者が被害を受けたか、などを調べるものである。
物質からの皮膚腐食とは、塗布から4時間以内に表皮を通って真皮に浸透するもので、その損傷が14日以内に元に戻らない必要がある。腐食ほど深刻ではない損傷を示すものは皮膚刺激性とされる。具体的には、塗布の72時間以内や14日以内に3日連続して塗布した後に損傷が発生するもの、または2人の被験者で14日間持続する炎症を引き起こす場合である。塗布の72時間以内や3日連続塗布で（皮膚刺激性ほど深刻ではない）小さな損傷については軽度皮膚刺激性とされる。
眼に対する重篤な損傷性は、21日間で完全回復しない組織損傷または視力低下を含むものである。眼刺激性は21日以内に完全回復する眼の変化を伴うものである。

#### 他の分野
- 呼吸器感作性は、物質が吸入されると呼吸器過敏症を引き起こす。
- 皮膚感作性の物質は、皮膚接触からアレルギー反応を引き起こす。
- 発癌性物質は、癌を誘発するか癌の発生率を増加させる。
- 生殖毒性は、性機能または生殖能力のいずれかにおいて、親または子孫のいずれかに悪影響を及ぼす。
- 特定標的臓器毒素は、特定臓器にのみ損傷を与える。
- 吸引性呼吸器有害性は、吸入により損傷を引き起こす可能性がある固体または液体のこと。

### 環境に対する有害性
環境に対する有害性は、環境に悪影響を及ぼす任意の条件、プロセス、状態として定義しうる。 これらの有害性は物理的または化学的なもので、空気、水、土壌に存在する可能性がある。 これらの条件は、生態系内の人間や他の生物に多大な害を及ぼす可能性がある。

#### 環境有害性の一般的な例
- 水: 洗剤、化学肥料、下水、処方薬、農薬、除草剤、重金属、PCB
- 土壌: 重金属、除草剤、農薬、PCB
- 空気: 粒子状物質、一酸化炭素、二酸化硫黄、二酸化窒素、アスベスト、地上レベルのオゾン、鉛（航空機の燃料、鉱業、産業プロセス由来のもの）[15]

EPAは試験および規制を行う優先汚染物質のリストを維持管理している。

#### 職業上の有害性
『不思議の国のアリス』に出てくる「帽子屋のように気が狂う」「マッドハッター（狂った帽子屋）」との表現は、帽子の形状を整えるのに有毒な化学物質（主に水銀）を使っていた帽子屋に関する職業上の既知の毒性に由来する。

##### 芸術における有害性
芸術で使う道具、素材、手法の毒性は必ずしも十分に理解されていなかったものの、芸術における有害性は芸術家にとって何世紀にもわたる問題であった。有毒元素の中でも 鉛やカドミウムは、芸術家が使う油絵の具や顔料として取り入れられることも多く、例えば「鉛白」「カドミウムレッド」などの名前がついている。
20世紀になると版画家や他の芸術家が、接着剤、塗料、顔料、溶剤に含まれる、標示の多くに毒性表示が与えられていない有毒物質、有毒な技法、有毒煙を認識するようになった。シルクスクリーンを洗浄するためのキシロール使用がその一例である。画家たちは、テレビン油などの塗装媒体やシンナーを吸うことの危険性に気付き始めたのである。1998年にキースハワードはスタジオやワークショップ内にある有毒物質に気付き、フォトエッチング、デジタル画像化、アクリルレジストのハンドエッチング法を含む12の革新的な凹版印刷の製版技術を詳述し、無毒凹版印刷や無毒リトグラフの新しい方法を導入することを発表した。

#### 環境ハザードのマッピング
多くの環境健康マッピングツールがある。TOXMAPはアメリカ国立医学図書館 (NLM) の専門情報サービス部門からの米国地図を使用した地理情報システム(GIS)で、これは米国環境保護庁 (EPA) の有害化学物質排出目録やスーパーファンド計画のデータを視覚的に探索する手助けとなっている。TOXMAPは米連邦政府より資金提供されているリソースである。 TOXMAPの化学的および環境的健康情報は、NLMの毒物学データネットワーク(TOXNET)およびPubMedや他の信頼できる情報源から取得されたものである。

#### 水生毒性
水生生物毒性試験では、致死レベルを決定するために、魚や甲殻類の主要な指標となる種をその環境中の特定濃度の物質に曝露させる。魚類は96時間、甲殻類は48時間曝露される。GHSでは100 mg/Lを超える毒性は定義されておらず、米国環境保護庁は現状100 ppmを超える濃度における水生毒性を「実質的に無毒」としている。
| 曝露 | 区分1      | 区分2     | 区分3      |
| ---- | ---------- | --------- | ---------- |
| 急性 | ≦ 1.0 mg/L | ≦ 10 mg/L | ≦ 100 mg/L |
| 慢性 | ≦ 1.0 mg/L | ≦ 10 mg/L | ≦ 100 mg/L |

注記：区分4は慢性曝露に関して確立されており、水溶性が低く水中溶解度までの濃度では急性毒性が現れず、急速分解性ではなく生物蓄積性を示す logKow≧4であるもの。

## 毒性に影響を与える要因
物質の毒性は、投与経路（毒素が皮膚に塗布か、摂取か、吸入か、注射か）、曝露時間（短期か長期か）、曝露回数（経時的に単回投与か複数回投与か）、毒物の物理的形態（固体、液体、気体）、個人の遺伝的構成、個人の全般的な健康状態、その他多数の様々な要因から影響を受ける可能性がある。これら要因を説明するのに使われる用語のいくつかはここに含まれている。
急性曝露深刻な生物学的危害または死亡につながる可能性のある有毒物質への単回暴露。急性曝露は一般的に1日以内と言う特徴がある。
慢性曝露数ヶ月または数年で測定されることが多い、長期間にわたる有毒物質への継続的暴露。不可逆的な副作用を引き起こす可能性がある。

### 毒性の種類
- 催奇性
- 変異原
- 肝毒性
- 腎毒性
- 心毒性
- 肺毒性
- 神経毒性
- 聴器毒性（英語版）

### 生物
- 殺生物剤（英語版） バイオサイド
  - 殺鳥剤（英語版）、殺鼠剤、殺虫剤、殺魚剤
- 植物毒性（英語版）（殺草性）